# Glögg
Glögg (švédsky) nebo gløgg (dánsky, norsky) je skandinávská obdoba svařeného vína a typický vánoční nápoj, který se vyrábí z červeného vína nebo pálenky, které jsou ochuceny cukrem, rozinkami, mandlemi a kořením jako je skořice, hřebíček a pomerančová nebo grapefruitová kůra. Existuje i nealkoholická varianta. Název vychází ze švédského glödat „zahřátý, svařený“.
Ve Skandinávii je glögg poprvé doložen ve Švédsku v 17. století, kde se začal pít pod vlivem německé obliby glühwein „svařeného vína“. K rozšíření přispěla také obliba tohoto nápoje švédským králem Gustavem Vasou, který ho pil ochucený skořicí, hřebíčkem, zázvorem a kardamomem. Ze Švédsku také pochází vánoční tradice pití glöggu, která se objevila v 19. století a posléze se rozšířila do Norska.